# Geogarypus sagittatus
Geogarypus sagittatus är en spindeldjursart som beskrevs av Beier 1965. Geogarypus sagittatus ingår i släktet Geogarypus och familjen Geogarypidae. Inga underarter finns listade i Catalogue of Life.